# كونور هال
كونور هال (بالإنجليزية: Connor Hall)‏ هو لاعب كرة قدم بريطاني في مركز الهجوم، ولد في 18 فبراير 1998 في سلاو في المملكة المتحدة. لعب مع نادي وكينغ.

## وصلات خارجية
- كونور هال على موقع قاعدة بيانات كرة القدم.إي يو (الإنجليزية)
- كونور هال على موقع Soccerbase.com (لاعب) (الإنجليزية)
- كونور هال على موقع Soccerway.com (الإنجليزية)